# 국립수산물품질검사원
국립수산물품질검사원(國立水産物品質檢査院)은 수산물의 검사 검역업무 등을 담당하는 해양수산부 소속 기관으로, 본원은 부산광역시 영도구 해양로 337 (동삼동 1159) 번지에 위치하고 있었다.

## 연혁
국립수산물품질검사원의 기관 연혁은 다음과 같다.
- 1906년 7월: 목포상공회의소에서 "마른정어리취급규칙"을 제정하여 검사
- 1913년 5월: "해조검사규칙"을 제정하여 수이출(輸移出)하는 해조를 검사
- 1924년 12월: 인천, 부산, 신의주세관 산하 수산제품검사소 20개소를 설치
- 1949년 6월: 상공부 중앙수산검사소(3과, 16개지소)
- 1955년 2월: 상공부 해무청 중앙수산검사소
- 1957년 10월: 상공부 해무청 중앙수산검사소(8개지소, 7개출장소 개편)
- 1961년 10월: 농림부 중앙수산검사소
- 1962년 2월: 농림부 중앙수산검사소(9개지소, 5개출장소 개편)
- 1966년 2월: 농림부 수산청 중앙수산검사소
- 1967년 6월: 농림부 수산청 중앙수산검사소(14개지소 개편)
- 1981년 11월: 농림부 국립수산물검사소(11개지소)
- 1996년 8월: 해양수산부 국립수산물검사소
- 2001년 3월: 해양수산부 국립수산물품질검사원 (인천공항지원신설, 12개지원)
- 2004년 2월: 해양수산부 국립수산물품질검사원 (평택지원신설 및 동해출장소 신설, 13개지원 1개출장소)
- 2008년 3월: 농림수산식품부 국립수산물품질검사원 (3과, 13지원)
- 2011년 6월 15일: 국립수의과학검역원, 국립식물검역원과 함께 농림수산검역검사본부로 통합되었다.

## 주요 업무
국립수산물품질검사원의 주요 업무는 다음과 같다.
- 수산물의 원산지표시·품질인증·표준출하규격 등 품질관리
- 수산물의 안전성조사·수출가공시설 등 위생관리
- 수산물의 검사·검역
- 상기 사무에 관한 시험·조사 및 연구